# Prix Galilée
Le prix Galilée, de son nom complet prix littéraire Galilée pour la vulgarisation (en italien Premio letterario Galileo per la divulgazione scientifica) est un prix annuel institué en 2007 par la commune de Padoue en honneur de Galilée.